# Грастон (город, Миннесота)
Грастон (англ. Grasston) — город в округе Канейбек, штат Миннесота, США. На площади 2,5 км² (2,5 км² — суша, водоёмов нет), согласно переписи 2002 года, проживают 105 человек. Плотность населения составляет 42,7 чел./км².
- FIPS-код города — 27-25424[1]
- GNIS-идентификатор — 0644388[2]